# Un malheur n'arrive jamais seul
Un malheur n'arrive jamais seul je francouzský němý film z roku 1903. Režisérem je Georges Méliès (1861–1938). Film trvá necelé 3 minuty. Ve Spojených státech vyšel pod názvem Misfortune Never Comes Alone a ve Spojeném království jako Accidents Never Happen Singly.

## Děj
Zatímco uklízeč, stojící na žebříku, leští nástěnnou lampu, kolemjdoucí dá spícímu strážníkovi do ruky hadici, ze které pustí při příchodu jeho nadřízeného vodu. Voda smete ze žebříku uklízeče, který upustí lucernu na nadřízeného strážníka, čímž ho donutí opustit místo. Strážník a uklízeč si myslí, že za to může ten druhý a poperou se. Při pranici rozbijí okno budovy, čehož si všimnou její obyvatelé, kteří na ně začnou nadávat. Uklízeč jich má dost, a tak popadne hadici, kterou je pocáká stejně jako přiběhlé policisty, kteří se ho pokouší zadržet. Na místo přispěchá kolemjdoucí, který za vzniklou situaci nese odpovědnost a pomůže uklízeči utéct. Oběma se nakonec podaří dostat se pryč, když vyšplhají na střechu budovy poté, co policisty zdrží svržením reklamního sloupce.